# Ciclismo nos Jogos Olímpicos de Verão de 1924
O ciclismo nos Jogos Olímpicos de Verão de 1924 foi realizado em Paris, na França, com dois eventos de estrada e quatro de pista, todos masculinos. A prova individual contra o relógio foi substituída pela prova em estrada. Os 50 km foram disputados pela última vez após ter sido introduzido nos Jogos de 1920.

## Eventos do ciclismo
Masculino: Estrada individual | Equipes contra o relógio | Velocidade | 50 km | Tandem | Perseguição por equipes

## Estrada individual masculino
| Pos. | País          | Atletas            |
| ---- | ------------- | ------------------ |
|      | França (FRA)  | Armand Blanchonnet |
|      | Bélgica (BEL) | Henri Hoevenaers   |
|      | França (FRA)  | René Hamel         |

## Equipes contra o relógio masculino
| Pos. | País          | Atletas                                                |
| ---- | ------------- | ------------------------------------------------------ |
|      | França (FRA)  | Armand Blanchonnet René Hamel Georges Wambst           |
|      | Bélgica (BEL) | Henri Hoevenaers Alphonse Parfondry Jean van den Bosch |
|      | Suécia (SWE)  | Gunnar Sköld Erik Bohlin Ragnar Malm                   |

## Velocidade individual masculino
| Pos. | País                | Atletas        |
| ---- | ------------------- | -------------- |
|      | França (FRA)        | Lucien Michard |
|      | Países Baixos (NED) | Jaap Meijer    |
|      | França (FRA)        | Jean Cugnot    |

## 50 km masculino
| Pos. | País                | Atletas         |
| ---- | ------------------- | --------------- |
|      | Países Baixos (NED) | Jacobus Willems |
|      | Grã-Bretanha (GBR)  | Cyril Alden     |
|      | Grã-Bretanha (GBR)  | Harry Wyld      |

## Tandem masculino
| Pos. | País                | Atletas                                     |
| ---- | ------------------- | ------------------------------------------- |
|      | França (FRA)        | Lucien Choury Jean Cugnot                   |
|      | Dinamarca (DEN)     | Edmund Hansen Villy Hansen                  |
|      | Países Baixos (NED) | Gerard Bosch van Drakestein Maurice Peeters |

## Perseguição por equipes masculino
| Pos. | País          | Atletas                                                                |
| ---- | ------------- | ---------------------------------------------------------------------- |
|      | Itália (ITA)  | Francesco Zucchetti Angelo De Martini Alfredo Dinale Aurelio Menegazzi |
|      | Polônia (POL) | Tomasz Stankiewicz Franciszek Szymczyk Józef Lange Jan Lazarski        |
|      | Bélgica (BEL) | Jean van den Bosch Léonard Daghelinckx Henri Hoevenaers Fernand Saive  |

## Quadro de medalhas do ciclismo
| Ordem | País              | Medalha de ouro | Medalha de prata | Medalha de bronze | Total |
| ----- | ----------------- | --------------- | ---------------- | ----------------- | ----- |
| 1     | FRA França        | 4               | 0                | 2                 | 6     |
| 2     | NED Países Baixos | 1               | 1                | 1                 | 3     |
| 3     | ITA Itália        | 1               | 0                | 0                 | 1     |
| 4     | BEL Bélgica       | 0               | 2                | 1                 | 3     |
| 5     | GBR Grã-Bretanha  | 0               | 1                | 1                 | 2     |
| 6     | DEN Dinamarca     | 0               | 1                | 0                 | 1     |
| 6     | POL Polônia       | 0               | 1                | 0                 | 1     |
| 8     | SWE Suécia        | 0               | 0                | 1                 | 1     |